# Stade Omnisports Idriss Mahamat Ouya
Das Stade Omnisports Idriss Mahamat Ouya ist ein Fußballstadion mit Leichtathletikanlage in der tschadischen Hauptstadt N’Djamena, an der Grenze zu Kamerun. Zum Gesamtkomplex gehört eine Pferderennbahn. Die 7000 Zuschauern Platz bietende Sportstätte wird hauptsächlich für Fußballspiele genutzt. Die Anlage wurde nach dem tschadischen Hochspringer Mahamat Idriss (1942–1987), geboren als Koundja Ouya, benannt. Er nahm an den Olympischen Spielen 1960 und 1964 teil.
Es war bis zur Eröffnung des Stade Olympique Maréchal Idriss Déby Itno mit 30.000 Plätzen im Mai 2025 das größte und wichtigste Stadion des Landes.